# سهول آ۵ پلاس
سهول آ۵ پلاس (به انگلیسی: Sehol A5 Plus) یک خودروی کامپکت در شکل بدنهٔ لیفت‌بک است که توسط برند سهول از جی‌ای‌سی تولید شده‌است. این خودرو اولین سدان برند سهول است. این خودرو محصول مشترک سه کمپانی خودروسازی جک چین، فولکس‌واگن آلمان و سئات اسپانیا است.
سهول آ۵ پلاس در نمایشگاه خودرو شانگهای ۲۰۲۱ معرفی و فروش آن از اوت همان سال آغاز شد.

## مشخصات فنی

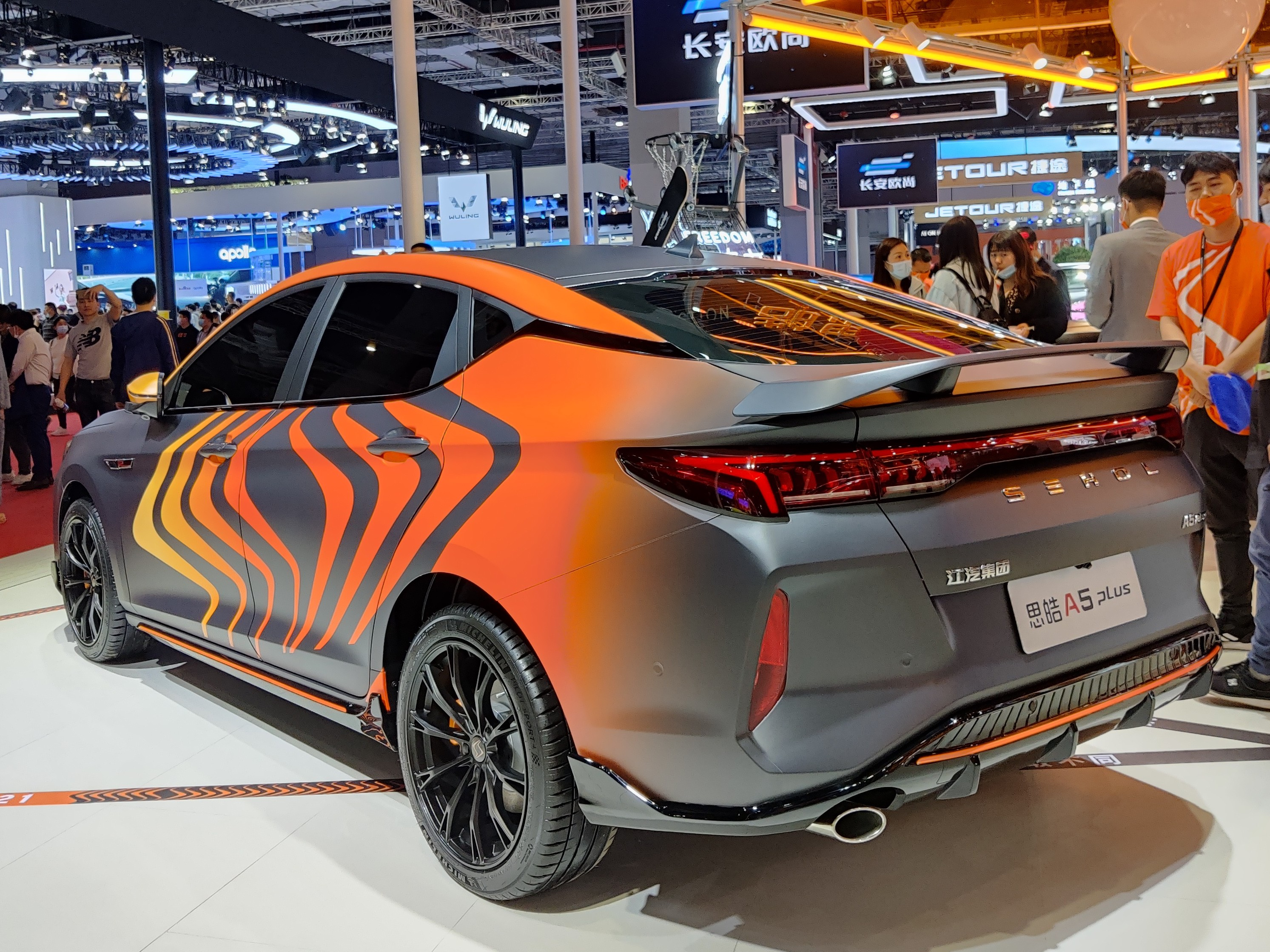
نمای عقب

آ۵ پلاس از یک موتور ۱٫۵ لیتری تی‌جی‌دی‌آی توربو با کد HFC4GC1.6E و مشترک با سهول کیوایکس بهره می‌برد که ۱۸۴ اسب بخار قدرت و ۳۰۰ نیوتن متر گشتاور دارد. قدرت این موتور از طریق جعبه‌دندهٔ ۷ سرعتهٔ دوکلاچه به چرخ‌های جلو منتقل می‌شود. این خودرو در شرایط مطلوب می‌تواند شتاب ۰ تا ۱۰۰ کیلومتر بر ساعت کمتر از ۸ ثانیه را ثبت کند.

## سهول آیپائو (مدل برقی)
یک خودروی برقی بر اساس آ۵ پلاس که در ابتدا سهول ئی۵۰آ پرو نام داشت نیز توسعه یافت و قرار بود در سال ۲۰۲۲ عرضه شود. در مارس ۲۰۲۲، پیش فروش یک خودو که همان مدل تولید انبوه سهول ئی۵۰آ پرو بود به نام سهول آیپائو (爱跑) آغاز شد. این خودرو مجهز به یک مجموعه باتری ۶۴ کیلووات ساعتی بود که حداکثر توان خروجی ۱۴۲ کیلووات و گشتاور ۳۴۰ نیوتن متر با قابلیت بالا بردن توان تولید می‌کند. حداکثر سرعت آن ۱۴۲ کیلومتر بر ساعت است و شتاب ۰ تا ۱۰۰ کیلومتر بر ساعت آن ۷٫۶ ثانیه طول می‌کشد.

## بازارها

### ایران
این خودرو در ۴ مرداد ۱۴۰۱ و در طی مراسمی در هتل استقلال، در ایران معرفی شد. این خودرو توسط کرمان موتور و با نام کی‌ام‌سی جی۷ عرضه می‌شود. این خودرو پس از کی‌ام‌سی کی۷ و کی‌ام‌سی تی۸ سومین محصول کرمان موتور با برند کی‌ام‌سی است.

## امکانات
- پدل شیفتر تعویض دنده پشت فرمان
- مانیتور  ۱۰.۴ اینچی ساخت هواوی
- اتصال هوشمند اپل کارپلی و اندورید اتو
- کروز کنترل و کنترل ایستایی در سربالایی و اتوهلد
- سیستم کنترل پایداری و سیستم کمکی ترمز اضطراری
- سنسور عقب، سنسور نور و سنسور باران
- سیستم کنترل باد لاستیک‌ها
- دوربین ۳۶۰ درجه
- ۶ ایربگ شامل سرنشینان جلو، جانبی جلو و پرده‌ای
- گرم‌کن صندلی راننده و شاگرد
- دارای ۸ بلندگو و خروجی ۱۲ ولت ردیف جلو و عقب
- چراغ‌های جلو با تکنولوژی ال ای دی
- سانروف پانوراما
- شارژر وایرلس
- صندوق عقب برقی با قابلیت تشخیص مانع
- کول باکس
- ایزوفیکس
- نور محیطی داخل کابین
- سه حالت رانندگی استاندارد، راحت و اسپرت
- سیستم خوش آمدگویی چراغ‌های جلو و عقب
- عایق حرارتی درب موتور
- تهویه مطبوع اتوماتیک مجهز به فیلتر تصفیه هوا